# Kunhild Corona
La Kunhild Corona è una struttura geologica della superficie di Venere.